# Història de Zàmbia
La història de Zàmbia és la d'un país centreafricà fruit de la colonització europea del segle xix. Abans d'això el seu territori estava cobert per diversos regnes i Estats amb diferents graus d'estabilitat. Encara relacionats entre ells, especialment per vincles comercials, mai van estar confederats ni va existir una unió política fins a la creació de les divisions administratives britàniques del segle xix.

## Història primerenca
El territori actual de Zàmbia va ser originalment poblat per tribus Khoisan de caçadors-recol·lectors, que van ser desplaçats fa uns dos mil anys per pobles migratoris, més avançats tecnològicament. Així mateix, a partir del segle xii, comença la gran migració Bantú que hauria de poblar gran part del continent.
Entre aquests pobles es trobaven els Tonga (També anomenats Batonga) que van ser els primers a establir-se a Zàmbia. Els Nkoya probablement van arribar fins i tot abans, establint-se en el territori des dels regnes Luba-Lunda del nord.
Altres grups van seguir arribant, amb un gran influx entre els segles xvii i XIX. Aquesta immigració procedia dels Luba i Lunda originaris de l'actual República Democràtica del Congo i del nord d'Angola. Al llarg del segle xix van arribar els nguni des del sud, a conseqüència del Mfecane.

## Edat contemporània

### Estats decimonònics

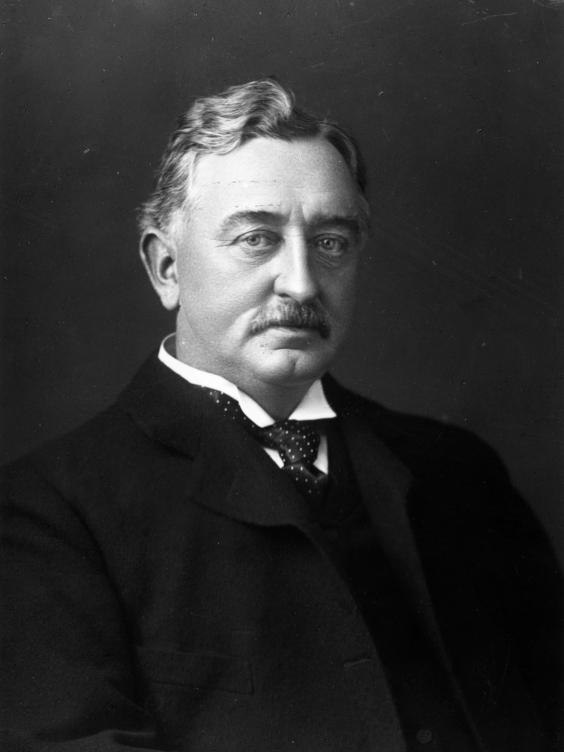
Cecil Rhodes.

Al començament del segle xix el que avui és Zàmbia estava dividit en un grapat d'Estats poderosos i estables, que devien la seva riquesa i tota la seva existència a un comerç fructífer, i tribus més o menys suprafamiliars sense rellevància política ni territorial. Els grans països que tenien presència a Zàmbia al voltant del 1800 eren el Regne de Cazembe, l'Imperi luba i l'Imperi lunda. Entre la resta destaquen els nkoya, que només van aconseguir mantenir dos petits dominis al segle xix: Kahare i Mutondo.

#### Colonització europea
Visitada pels portuguesos al segle xviii, l'actual Zàmbia va ser explorada pel britànic David Livingstone. La penetració colonial es va iniciar el 1890, per mitjà de la British South Africa Company. El seu gran artífex va ser Cecil Rhodes, president de la British South African Company, que es va dedicar a explotar els minerals de la zona i el cognom va donar el nom al país.
Antiga Rhodèsia del Nord, el 1953 el Regne Unit va intentar unir-la a Rhodèsia del Sud (actual Zimbabwe) i Malawi, però els interessos dels colons blancs de Zimbabwe van fer que el 1964 Rhodèsia del Nord se separés, formant el nou estat de Zàmbia. El 1964 Kenneth Kaunda va ser triat com a primer i únic primer ministre de Rhodèsia del Nord. Poc després, el govern va declarar unilateralment la independència al novembre de 1965, comptant aleshores amb uns 70.000 habitants d'origen britànic.

#### Zàmbia independent

##### Anys 1960 i 1970
Winston Field va pretendre la creació d'un Estat independent del Regne Unit format per Rhodèsia del Nord i Rhodèsia del Sud, mentre que Barotselàndia hagués estat un segon país, fet més d'acord amb el seu passat històric. Zàmbia, però, es va independitzar el 1964. A partir de llavors va començar a rebre una bona quantitat de capital i assistència tècnica estrangers. El seu primer president va ser Kenneth Kaunda, que va ser reelegit el 1968 i es va mantenir en el poder fins al 1991.
En el moment d'independitzar-se Zàmbia comptava amb una riquesa major a la dels seus veïns. Coneixia els seus recursos naturals i tenia els mitjans per exportar-los. Principalment eren mines de coure i, en menor mesura, d'altres materials. Tampoc faltava aigua dolça amb grans rius i els seus llacs, de manera que l'agricultura estava raonablement desenvolupada.
Els anys 1970 van suposar un revés econòmic. El 1973 la frontera amb Rhodèsia va quedar tancada, a més, el ferrocarril de Tanzam no va suposar l'al·licient econòmic esperat i els preus del coure van baixar de manera brusca el 1975. Aquest últim fet va provocar el tancament d'algunes mines en l'anomenat Cinturó del Coure i la fugida de la inversió occidental. La situació es va agreujar per l'escassetat de blat de moro que va tenir lloc aquests anys, un dels principals cultius del país, el que va provocar situacions de pobresa entre la població negra. Molts dels problemes es van atribuir a la mala administració governamental, i el descontentament va provocar l'aparició de rumors de conspiracions per enderrocar el president. En aquesta dècada va tenir lloc la Guerra de Rhodèsia.

##### Anys 1980 i 1990

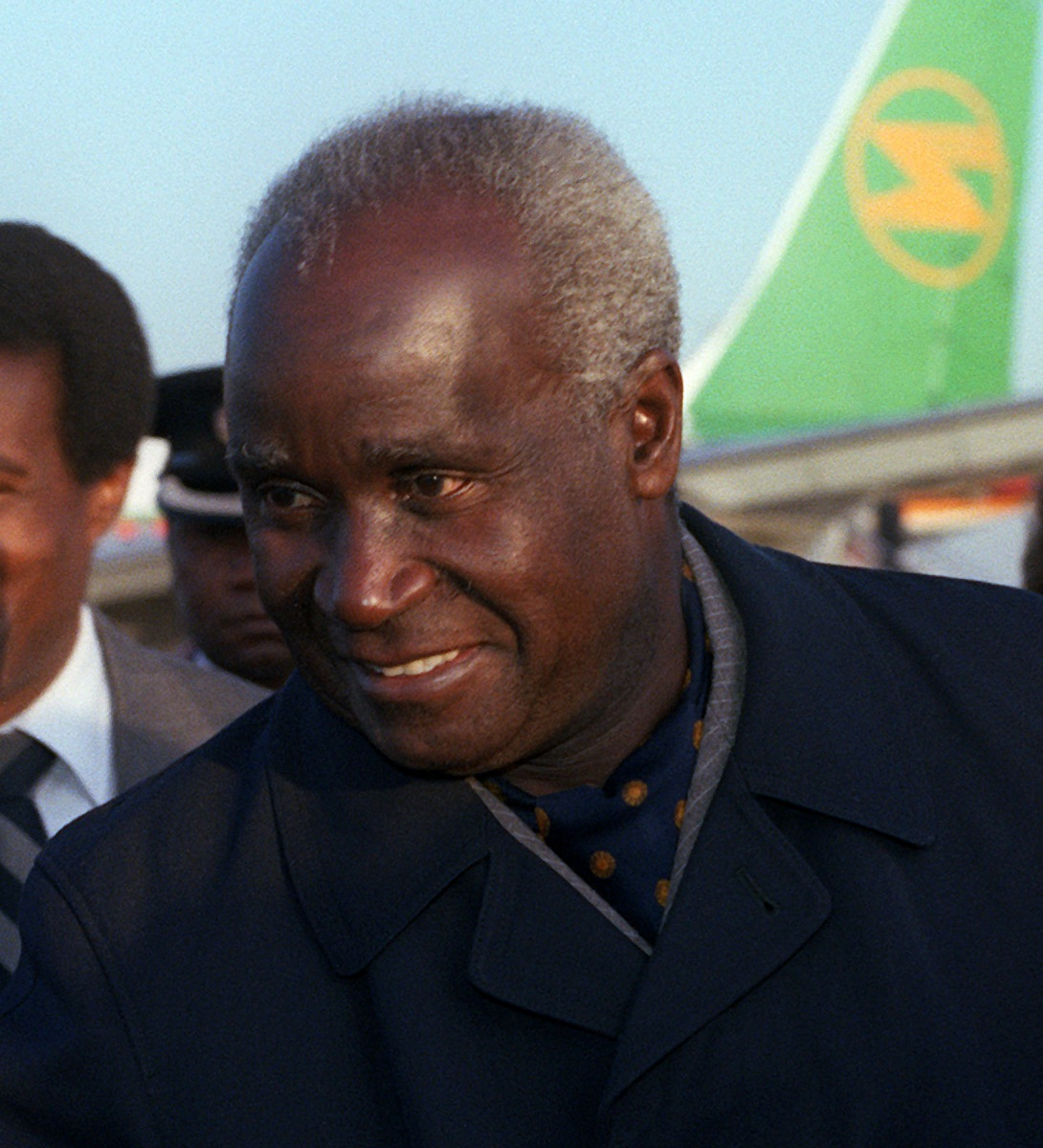
Kenneth Kaunda.

El 1986 i el 1987 es van produir disturbis a la Província de Copperbelt i a Lusaka a causa de la pujada dels preus de l'alimentació, efecte de les mesures del govern per rebre crèdits del Fons Monetari Internacional. La Sud-àfrica de l'apartheid va aprofitar aquesta circumstància per imposar sancions militars i econòmiques a Zàmbia, perquè aquest país acollia de bon grat al CNA (Congrés Nacional Africà, posteriorment primer partit de la democràcia sud-africana). Zàmbia, un Estat sense litoral, havia de tenir bones relacions amb Sud-àfrica a causa de la dependència que tenia dels seus ports, ja que els seus altres veïns amb mar, Angola i Moçambic, estaven embolicats en sengles revoltes. Tanmateix Kaunda no en va fer cas i Sud-àfrica va enviar un atac aeri a la capital zambiana, Lusaka, el 1987. Finalment Kaunda va imposar restriccions a les activitats del CNA al país i va buscar la cooperació de Sud-àfrica.
Aquests desastres van obligar a Kaunda a restituir el 1990 els partits polítics, que havia prohibit anys abans. El 1992 es van convocar eleccions, guanyades pel Moviment per a la Democràcia Múltiple (MMD). Kaunda, el partit només tenia majoria a l'est del país, va dimitir, encara que va tornar a ser president del seu partit el 1995, quan el MMD, liderat per Frederick Chiluba, a aquest efecte segon president de Zàmbia, donava senyals inequívoques de desaparèixer. L'UNIP, partit de Kaunda, va guanyar les eleccions del 1996.

##### Anys 2000
Entre diverses acusacions de malversació de fons i altres casos de corrupció de la seva administració, Chiluba va dimitir de la presidència el gener del 2002, sent succeït pel seu vicepresident Levy Patrick Mwanawasa, qui mor el 19 d'agost del 2008. Mwanawasa és reemplaçat per Rupiah Banda (qui era el vicepresident en el moment de la seva mort).